# منیر ماجدی
منیر ماجدی (عربی: منیر الماجیدی؛ ۱۰ ژانویهٔ ۱۹۶۵ – ) مهندس مراکشی و رئیس دفتر مخصوصِ محمد ششم، پادشاه مراکش است.
نام وی در میان افراد نام برده شده در اسناد پاناما منتشر شده‌است.